# De stand van de maan
 De stand van de maan is het negende studioalbum van de Nederlandse band De Dijk, uitgebracht in 1997.
De single Stampvol café werd uitgebracht met twee bonus tracks, bestaande uit de covers Blind Willie McTell van Bob Dylan en The Dark End of the Street van James Carr gecomponeerd door Dan Penn en Chips Moman. Beide bonus tracks zijn opgenomen tijdens afleveringen van het televisieprogramma De Plantage van de VPRO.

## Hoes
De hoes is een ontwerp van bandlid Nico Arzbach.

## Nummers
| Nr. | Titel                      | Schrijver(s)                                                                  | Duur |
| --- | -------------------------- | ----------------------------------------------------------------------------- | ---- |
| 1.  | Laat het vanavond gebeuren | Nico Arzbach, Antonie Broek, Huub van der Lubbe                               | 4:24 |
| 2.  | Wie lacht er niet          | Nico Arzbach, Hans van der Lubbe, Antonie Broek, Pim Kops, Huub van der Lubbe | 5:53 |
| 3.  | Nu even niet               | Nico Arzbach, Huub van der Lubbe                                              | 4:06 |
| 4.  | Wie het heftig wil         | Antonie Broek, Hans van der Lubbe, Huub van der Lubbe                         | 3:43 |
| 5.  | Stampvol café              | Pim Kops, Huub van der Lubbe                                                  | 3:36 |
| 6.  | Bij deze stand van de maan | Hans van der Lubbe, Antonie Broek, Huub van der Lubbe                         | 5:06 |
| 7.  | Heb je het hart            | Hans van der Lubbe, Huub van der Lubbe                                        | 5:06 |
| 8.  | Ik heb jou                 | Pim Kops, Hans van der Lubbe, Huub van der Lubbe                              | 4:32 |
| 9.  | Voor een dag van morgen    | Nico Arzbach, Pim Kops, Hans Andreus                                          | 3:50 |
| 10. | Wanhoop niet               | Nico Arzbach, Antonie Broek, Pim Kops, Huub van der Lubbe                     | 4:56 |